# Pavane (Fauré)

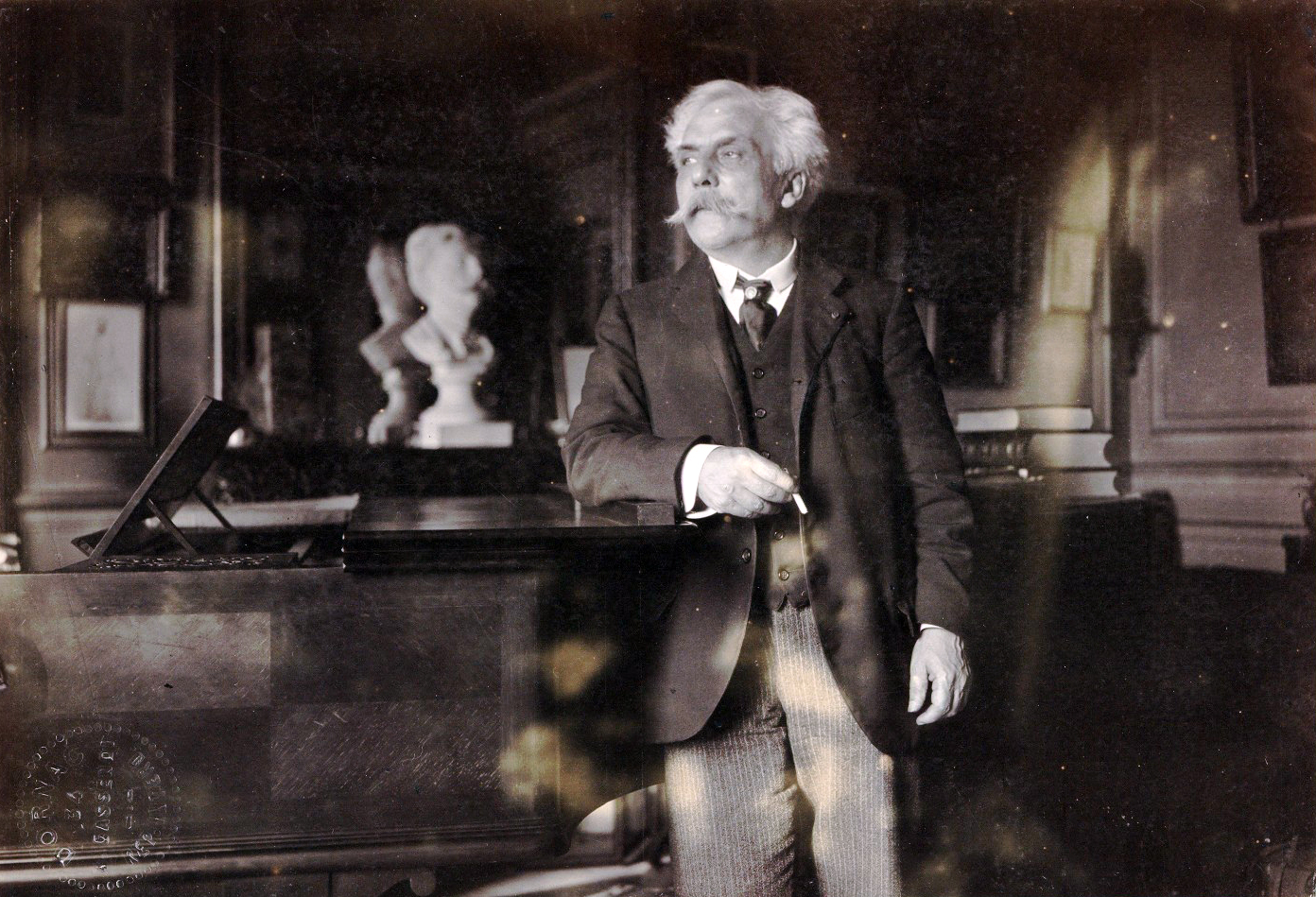
Gabriel Fauré, i sin lägenhet, framför sitt piano

Pavane i fiss-moll, op. 50, är en pavane av den franske kompositören Gabriel Fauré komponerad 1887. Stycket var ursprungligen för piano men är mer känt i versionen för orkester och kör ad lib. Rytmen är långsam och liknar den i musiken som användes vid processioner vid det spanska hovet. Musiken växlar mellan harmoniska och melodiska höjdpunkter och böljar fram och tillbaka. Instrumentationen är sparsam, orkestern består av stråkar, flöjt, oboe, klarinett, fagott och horn. Verket varar ca 6 minuter.

## Bakgrund
Originalversionen var komponerad för piano och kör under 1880-talet. Fauré själv beskrev stycket som elegant men inte så märkvärdigt  dessutom var hans intention att stycket inte skulle framföras alltför långsamt utan med ett lätt och friskt tempo.Dirigenten Sir Adrian Boult hörde Fauré spela pianoversionen och menade att stycket inte var så präglat av tysk romantik utan mer ett lättsamt stycke. 
Fauré komponerade orkesterversionen vid slottet Le Vésinet sommaren 1887. Stycket var tänkt att spelas på slottets sommarkonserter med dess musikaliske ledare var Jules Danbé. När Fauré ville dedicera verket till sin beskyddare Élisabeth Greffulhe, beslöt han att lägga till körsång för att göra verket lite mer storslaget. Körtexten handlar om en hjälplös och förälskad man och baseras på texter av grevinnans kusin Robert de Montesquiou.
Orkesterversionen uruppfördes med orkestern Concert Lamoureux under ledning av Charles Lamoureux den 25 november 1888. Tre dagar senare hade körversionen premiär på en konsert med Société Nationale de Musique. 1891 hjälpte grevinnan Greffulhe Fauré att skapa en version med både dansare och kör, ett "koreografiskt skådespel" som utformades för att förgylla en av hennes trädgårdsfester i Bois de Boulogne.
Pavanen har från början haft en stor popularitet, både med och utan kör. Koreografen Léonide Massine gjorde en balett till musiken. Sergei Diaghilevs Ballets Russes tog upp baletten på repertoaren 1917 och den gick under namnet Las Mininas eller Les Jardins d'Aranjuez.  Koreografen Massine hörde i musiken ekon från Spaniens guldålder samt den strama sorgen i målningar av Velázquez.
Faurés Pavane fick många efterföljare, till exempel: Debussy Passepied i Suite bergamasque och  Ravels Pavane pour une infante défunte, and "Pavane de la belle au bois dormant" i Ma mère l'oye.

## Sångtext
Texten är skriven Robert de Montesquiou.

### Originalversion
C'est Lindor, c'est Tircis et c'est tous nos vainqueurs!

C'est Myrtille, c'est Lydé! Les reines de nos coeurs!

Comme ils sont provocants! Comme ils sont fiers toujours!

Comme on ose régner sur nos sorts et nos jours!

Faites attention! Observez la mesure!
Ô la mortelle injure! La cadence est moins lente!

Et la chute plus sûre! Nous rabattrons bien leur caquets!

Nous serons bientôt leurs laquais!

Qu'ils sont laids! Chers minois!

Qu'ils sont fols! (Airs coquets!)

Et c'est toujours de même, et c'est ainsi toujours!

On s'adore! On se hait! On maudit ses amours!

Adieu Myrtille, Eglé, Chloé, démons moqueurs!

Adieu donc et bons jours aux tyrans de nos coeurs!

Et bons jours!